# Svarttjärnen (Piteå socken, Norrbotten, 726583-168476)
Svarttjärnen är en sjö i Piteå kommun i Norrbotten och ingår i Byskeälvens huvudavrinningsområde.